# Chapelle des Peux
La chapelle Notre-Dame-des-Neiges, dite chapelle des Peux, est une chapelle catholique située en Auvergne sur une hauteur dominant la vallée de la Dore et le village de Job dans le Puy-de-Dôme. Elle dépend du diocèse de Clermont.

## Histoire et description
La chapelle est construite en 1897 sur une hauteur sur la pente de laquelle se trouve le cimetière du village. Elle possède une seule nef à deux travées se terminant par un chevet à pans coupés, dans le style néo-gothique. La façade est épaulée par deux contreforts avec un portail à voussures brisées, au-dessus duquel se dresse la statue de Notre-Dame des Neiges, objet d'un pèlerinage et dont une statue en bois du XVe siècle se trouve à l'intérieur. La chapelle est surmontée sur son pignon d'un petit clocheton avec un croix.
Cette chapelle est ouverte au culte pour des mariages et des enterrements, ainsi que pour des cérémonies régulières surtout à la belle saison. On remarque à droite de l'édifice le socle d'une croix dressée en 1784, mais qui a été brisée en 1999 et qui se trouve désormais à l'intérieur de l'église Saint-Loup de Job. Cette croix a été érigée près du vieux chêne (toujours visible aujourd'hui) où a été pendue une habitante du village de Job, accusée de parricide. Dix ans plus tard, son innocence a été prouvée et une croix érigée à sa mémoire.